# 34
34 (XXXIV) fue un año común comenzado en viernes del calendario juliano, en vigor en aquella fecha. En el Imperio romano, era conocido como el Año del consulado de Pérsico y Vitelio (o menos frecuentemente, año 787 Ab urbe condita). La denominación 34 para este año ha sido usado desde principios del período medieval, cuando la era A. D. se convirtió en el método prevalente en Europa para nombrar a los años.

## Acontecimientos
- Paulo Fabio Pérsico y Lucio Vitelio ejercen el consulado.
- Construcción de un acueducto romano que empieza en Nîmes y recorre 269 millas.
- Según Suetonio, el prefecto del pretorio Nevio Sutorio Macro  gana el favor del futuro emperador Calígula al entregarle a su esposa Eunio como amante.
- Intervención romana en Armenia (34–37).

## Nacimientos
- Persio, poeta satírico romano.

## Fallecimientos
- Herodes Filipo, Tetrarca de Batanea, Gaulanítide, Traconítide y Auranítide, hijo de Herodes I el Grande.
- El diácono cristiano Esteban,  lapidado por una turba en Jerusalén.